# Emery Moorehead
Emery Moorehead é um ex-jogador profissional de futebol americano estadunidense. Pai do também ex jogador profissional de futebol americano estadunidense Aaron Moorehead.

## Carreira
Emery Moorehead foi campeão da temporada de 1985 da National Football League jogando pelo Chicago Bears.